# Institut Lama Tsong Khapa

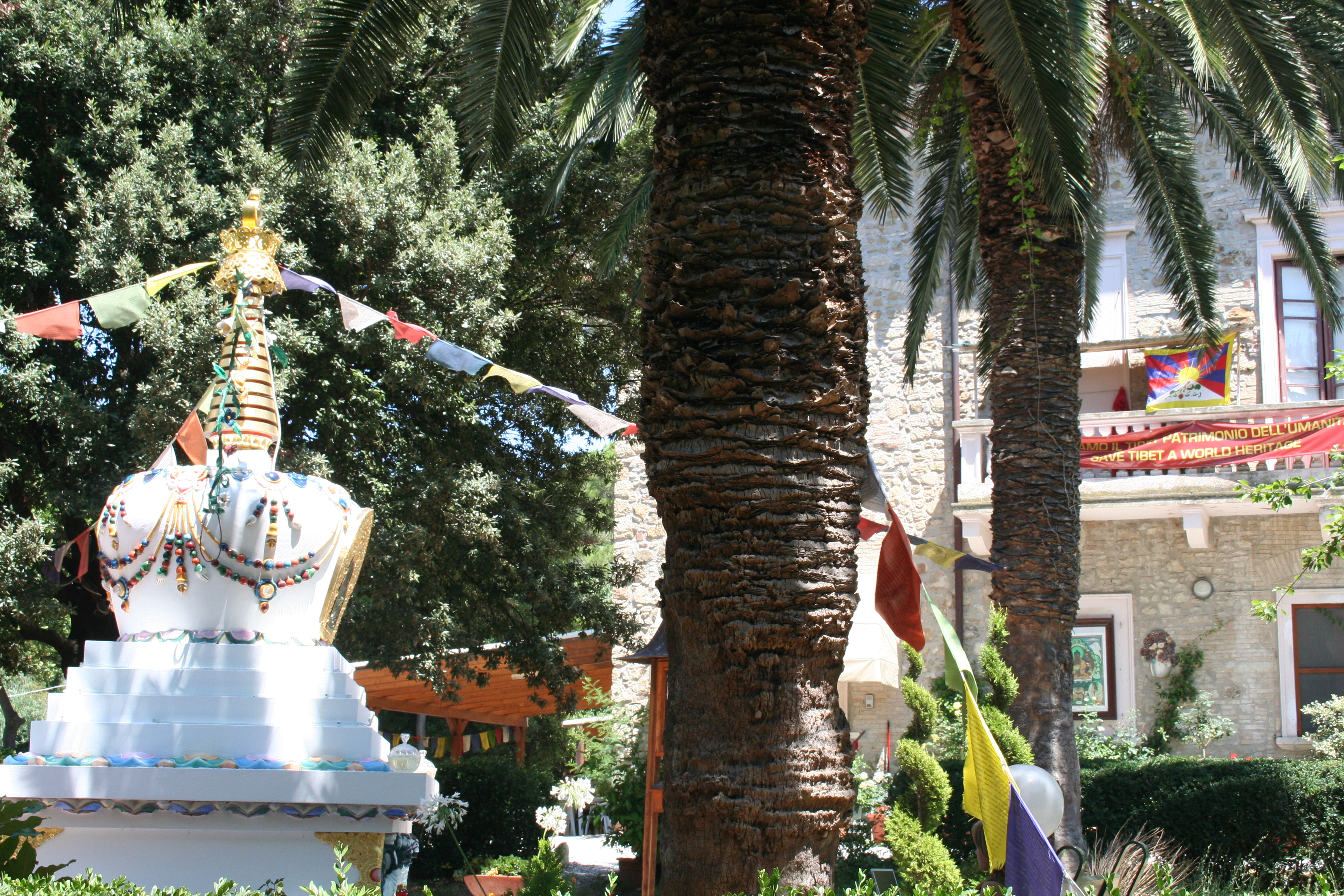
Stupa et entrée de l'Institut Lama Tsong Khapa, Bouddha et drapeau du Tibet

Pour les articles homonymes, voir Tsongkhapa (homonymie).
L'Institut Lama Tsong Khapa (ILTK) à Pomaia en Italie (à 40 km au sud de Pise) est une branche d'un réseau international, la Fondation pour la préservation de la tradition du Mahayana (FPMT), un centre du dharma Gelugpa. Il porte le nom de Tsongkhapa, fondateur de l'ordre monastique Gelugpa du bouddhisme tibétain. Le 14e dalaï-lama y a enseigné à plusieurs reprises. Créé en 1977 par les fondateurs de FPMT, les lamas Thubten Yeshe et Thubten Zopa Rinpoché, l'ILTK offre divers cours sur le bouddhisme tibétain en italien, anglais, et dans une moindre mesure, plusieurs autres langues européennes. Parmi ceux-ci, le plus remarquable est une période de six ans (sept auparavant) "programme de maîtrise" conçu pour la formation des enseignants FPMT.

## Le programme de maîtrise ILTK
Le programme de maîtrise est fondé sur plusieurs tentatives précédentes (qui ont échoué) d'abréger et d'adapter les cours d'études traditionnelles des moines Gelugpa, à un auditoire dont les membres ne sont pas originaires de cette culture (c'est-à-dire, les étudiants occidentaux du dharma qui ont constitué la majeure partie des membres du FPMT).
La première tentative était un programme de 12 ans conçu par Lama Yéshé pour l'Institut Manjushri de Ulverton (Cumbria, Angleterre).
Lancé en 1978, il a été enseigné par Guéshé Jampa Tegchok, avec l'aide du moine occidental Thubten Pende.
Il a été victime de lutte entre factions fidèles de Lama Yéshé et de Guéshé Kelsang Gyatso.
En 1982, un programme similaire a été commencé au monastère Nalanda (France) avec les mêmes enseignants, mais il n'a pas réussi à attirer suffisamment d'intérêt.
En 1980, Lama Yéshé a demandé à son vieil ami et collègue du monastère de Séra, Guéshé Jampa Gyatso, de devenir professeur résident à Pomaia.
Guéshé Jampa a commencé à enseigner des éléments du programme de Lama Yéshé en 1983, bien que de façon non systématisée.
Avec l'aide de plusieurs éducateurs FPMT (Thubden Pende et Joan Nicell), les plans pour la partie théorique du cours ont été créés.
Le premier « programme de maîtrise » a eu lieu entre 1998 et 2004.
Un deuxième cours a commencé en 2008, avec quelques modifications, et doit se poursuivre jusqu'en 2013.
Guéshé Jampa Gyatso est décédé avant le commencement des enseignements, entraînant la nomination de son jeune collègue, Guéshé Tenzin Tenphel, en tant qu'enseignant.
Cinq grands textes sont étudiés: 
1. Le Abhisamayalamkara (Ornement de la Claire Réalisation ), un commentaire sur le soutra de la Prajnaparamita, révélé par Maitreya à Asanga;
2. Le Madhyamakavatara de Candrakîrti;
3. Le Abhidharmakosha de Vasubandhu;
4. L'exposé de Kirti Losang Trinle sur les Terres et les Voies des mantras secrets (commentaires sur la Grande Exposition des Etapes de la Voie des Tantras de Tsongkhapa); et:
5. Le commentaire d'Aku Sherab Gyatso sur le Tantra de Guhyasamāja tantra.

Parmi ceux-ci, les trois premiers (avec des œuvres de Dharmakīrti et de Gunaprabha) constituent les principaux textes du programme d'études de Guéshé Gelugpa (cf. Canon bouddhiste tibétain).
Les deux derniers sont associés aux collèges tantriques Gelugpa des Ordres Gyuto et Gyume, que les étudiants traditionnellement intègrent après avoir obtenu un diplôme de Guéshé.
Le Guhyasamaja est l'une des principales pratiques tantriques des lignées Gelugpa, peut-être en raison de son importance dans les écrits de Tsongkhapa (souligné dans l'original, programme élargi tel qu'il a été conçu par Lama Yéshé).
Outre les études formelles décrites ci-dessus, les participants s'engagent dans plusieurs retraites de méditation, portant principalement sur des sujets liés au lamrim.
Les étudiants ne sont pas tenus de respecter les Cinq Préceptes, mais sont invités à rechercher à agir en accord avec ceux-ci.
Le cours du programme de maîtrise comprend à la fois des résidents (à Pomaia) et des participants en ligne. 
Les deux groupes reçoivent un certificat à la fin, avec pour les étudiants résidents la qualification en outre comme enseignants FPMT.
Malgré le nom, l'ILTK n'accorde pas une maîtrise.

## Autres cours
De façon similaire à d'autres centres FPMT, l'ILTK offre également des cours de courte durée tels que le lamrim.
Certains de ces modules sont dans des séquences telles que "À la découverte du bouddhisme" (deux années d'étude de fin de semaine) ou le "Programme de base" de la FMPT (une séquence normalisée de sept cours qui exige plusieurs années pour être complet).
En plus des sujets bouddhistes tibétains, ILTK offre également des cours «alternatifs» sur des sujets tels que hatha yoga, qi gong, soufisme, astrologie, aromathérapie, et massage.
Des services de conseils psychologiques sont également disponibles.

## Autres activités
L'ILTK a été un membre de l'Union bouddhiste italienne (Union des bouddhistes italiens) depuis la fondation de cette organisation en 1984, et lui a servi de siège jusqu'en 1992 (date à laquelle l'UBI a ouvert des bureaux à Rome).
L'UBI est une association recherchant diverses formes de reconnaissance par le gouvernement italien pour les institutions bouddhistes.
L'ILTK organise régulièrement des conférences du "projet de la pleine conscience", qui est consacrée au dialogue entre le bouddhisme et la psychologie de counseling.
Depuis 1983, l'ILTK publie un bulletin d'information en langue italienne, maintenant trois fois l'an, le magazine Siddhi.  Il gère également les éditions JTK Publications (JTK pour Je Tsong Khapa), consacré à des livres bouddhistes en langue italienne et d'autres documents.

## Sangha affiliée
En 1978, Khyabje Song Rinpoché a ordonné cinq moines à Pomaia.
Leur monastère, Tagden Dhargye Shedrub Ling ( "lieu où l'étude et la pratique se multiplient sans interruption"), a été construit durant les années 1980 sous le patronage de Lama Zopa.
Il a été le premier monastère Gelugpa en Italie.
Deux de ses moines, Pierro Cerri et Claudio Cipullo, ont également été parmi les fondateurs de l'ILTK. En 1984, six moines et une nonne italienne ont fondé le International Mahayana Institute, un organisme culturel.
Le groupe (qui a peut-être cessé d'exister?) avait deux catégories de membres : monastique et laïque. Un couvent, Shenpen Samten Ling ("Lieu de concentration au profit des autres"), a ouvert en 1989 sous le patronage de Lama Zopa.

## Livres
- Cozort, Daniel. "The Making of the Western Lama." In Buddhism in the Modern World (Steven Heine & Charles S. Prebish, eds), Oxford UP: 2003, ch. 9. Cozort discusses the ILTK's Masters Program in the context of the overall educational curricula of the FPMT, which he compares with the traditional system of Sera Je Monastery as well as that a rival Western order, the New Kadampa Tradition.

## Liens
- (en + it) Site officiel
- Masters Program site (English)